# Giulio Bisulli
Giulio Bisulli (Cesena, 29 settembre 1936 – Cesena, 14 maggio 1983) è stato un pilota automobilistico italiano.

## Carriera
Attivo dal 1962 al 1975, fu pilota ufficiale del reparto corse Fiat-Abarth. Nel 1971 si piazzò quinto al Sanremo-Sestriere-Rally d'Italia su Fiat 125 S valido per il Campionato internazionale rally. Nel 1972 al Rally di Sanremo arrivò quarto su Fiat 124 Spider del Jolly Club e vinse il Rally di San Marino. Nel 1973 al primo rally d'Italia valido per il WRC si classificò quarto. Nel 1974 arrivò di nuovo primo al Rally di San Marino e si piazzò secondo al Rally d'Italia dove fu preceduto dal solo Munari, ottenendo il suo primo podio in un evento mondiale.
Morì a causa di un male incurabile nel 1983.

## Risultati nel mondiale rally

### ICM
- 1970 - Jolly Club - Fiat 125 S - 49° al Rally di Monte Carlo, ritirato al Rally di Sanremo
- 1971 - Fiat 125 S - 5° al Rally di Sanremo
- 1972 - Fiat 124 Spider - 4° al Rally di Sanremo

### WRC
| 1973 | Scuderia   | Vettura                |  |  |  |  |  |  |  |  |  |   |  |  |  |  |  |  | Punti | Pos. |
| ---- | ---------- | ---------------------- |  |  |  |  |  |  |  |  |  | - |  |  |  |  |  |  | ----- | ---- |
| 1973 | Jolly Club | Fiat 124 Abarth Rallye |  |  |  |  |  |  |  |  |  | 4 |  |  |  |  |  |  |       |      |

| 1974 | Scuderia   | Vettura                |  |  |  |   |  |  |  |  |  |  |  |  |  |  |  |  | Punti | Pos. |
| ---- | ---------- | ---------------------- |  |  |  | - |  |  |  |  |  |  |  |  |  |  |  |  | ----- | ---- |
| 1974 | Fiat Rally | Fiat 124 Abarth Rallye |  |  |  | 2 |  |  |  |  |  |  |  |  |  |  |  |  |       |      |

| Legenda | 1º posto | 2º posto | 3º posto | A punti | Senza punti | Ritirato | Squalificato | NP=Non partito C=Gara cancellata | Apice=Power stage |